# Cercocarpe à feuilles ondulées
Cercocarpus ledifolius
Espèce
Le Cercocarpe à feuilles ondulées (Cercocarpus ledifolius) est une espèce de plantes à fleurs de la famille des Rosacées. C’est un arbuste présent à l’ouest des États-Unis.